# Michael Valiante
Michael Valiante (ur. 11 listopada 1979 roku w New Westminster) – kanadyjski kierowca wyścigowy.

## Kariera
Valiante rozpoczął karierę w międzynarodowych wyścigach samochodowych w 1999 roku od startów w [Barber Dodge Pro Series, gdzie dwukrotnie stawał na podium. Z dorobkiem 79 punktów został sklasyfikowany na dziesiątej pozycji w końcowej klasyfikacji kierowców. W późniejszym okresie Kanadyjczyk pojawiał się także w stawce Atlantic Championship, Champ Car, Grand American Rolex Series, NASCAR Busch Series, Grand-Am Rolex Sports Car Series, Continental Tire Sports Car Challenge, American Le Mans Series oraz United SportsCar Championship
W Champ Car Valiante startował w latach 2004-2005. W pierwszym sezonie startów uplasował się na czternastej pozycji w wyścigu w Meksyku. Uzbierane siedem punktów dało mu 23 miejsce w klasyfikacji generalnej. Rok później z dorobkiem dziesięciu punktów został sklasyfikowany na 25 pozycji w końcowej klasyfikacji kierowców.